# Юго-Западная Англия
Юго-Западная Англия (англ. South West England, корн. Rannvro Soth West) — регион на юге Англии. Включает семь церемониальных графств и восемь унитарных административных единиц. Крупнейший город — Бристоль.

## География
Регион Юго-Западная Англия занимает территорию 23 829 км² (1-е место среди регионов), омывается с юго-востока проливом Ла-Манш, с северо-запада Атлантическим океаном и Бристольским заливом, граничит на северо-западе с Уэльсом, на севере с регионом Уэст-Мидлендс, на востоке с регионом Юго-Восточная Англия.

### Городские агломерации
В регионе Юго-Западная Англия расположены восемь крупных городских агломераций с населением более 100 тысяч человек (по данным 2001 года, в порядке убывания численности населения):
- Бристоль (городская агломерация) 551 066
- Борнмут (городская агломерация) 383 713
- Плимут 243 795
- Суиндон 155 432
- Глостер (городская агломерация) 136 203
- Торби 110 366
- Челтнем/Чарльтон Кингс 110 320
- Эксетер 106 772

## Демография
На территории региона Юго-Западная Англия по данным 2012 года проживает 5 339 600 человек (6-е место среди регионов), при средней плотности населения 224,08 чел./км².

## Политика
Совет Юго-Западной Англии (SWC) существует с апреля 2010 года и объединяет усилия 20 местных советов региона Юго-Западная Англия.
Агентство по развитию Юго-Западной Англии (SWERDA) создано в 1999 году; основная цель агентства — развитие экономики региона Юго-Западная Англия.

## Административное деление
Регион Юго-Западная Англия включает в себя шестнадцать политически независимых друг от друга административных единиц — четыре неметропольных графства (Глостершир, Девон, Дорсет и Сомерсет), одиннадцать унитарных единиц (Бат и Северо-Восточный Сомерсет, Борнмут, Бристоль, Корнуолл, Плимут, Пул, Северный Сомерсет, Суиндон, Торбей, Уилтшир и Южный Глостершир) и административную единицу с особым статусом Силли. Неметропольные графства, унитарные единицы и Силли объединены в семь церемониальных графств (Бристоль, Глостершир, Девон, Дорсет, Корнуолл, Сомерсет и Уилтшир), для обеспечения ими церемониальных функций. Неметропольные графства разделены в общей сложности на 25 неметропольных районов. Унитарные единицы разделения на районы не имеют.
| 3. Бристоль (церемониальное графство, унитарная единица) Глостершир (церемониальное графство) - 5. Глостершир (неметропольное графство) - Глостер - Тьюксбери - Челтенхем - Котсуолд - Страуд - Форест-оф-Дин - 4. Южный Глостершир (унитарная единица) Девон (церемониальное графство) - 12. Девон (неметропольное графство) - Эксетер / Exeter - Восточный Девон / East Devon - Средний ДевонMid Devon - Северный Девон / North Devon - Торридж / Torridge - Западный Девон / West Devon - Южный Хамс / South Hams - ТайнбриджTeignbridge - 13. Торбей (унитарная единица) - 14. Плимут (унитарная единица) | Дорсет (церемониальное графство) - 8. Дорсет (неметропольное графство) - Уэймут и Портленд / Weymouth and Portland - Западный Дорсет / West Dorset - Северный Дорсет / North Dorset - Пербек / Purbeck - Восточный Дорсет / East Dorset - Крайстчерч / Christchurch - 9. Пул (унитарная единица) - 10. Борнмут (унитарная единица) Корнуолл (церемониальное графство) - 15. Корнуолл (унитарная единица) - Силли (административная единица с особым статусом «sui generis»), (нет на карте) Сомерсет (церемониальное графство) - 11. Сомерсет (неметропольное графство) - Южный Сомерсет / South Somerset - Тонтон Дин / Taunton Deane - Западный Сомерсет / West Somerset - Седжмур / Sedgemoor - Мендип / Mendip - 1. Бат и Северо-Восточный Сомерсет (унитарная единица) - 2. Северный Сомерсет (унитарная единица) Уилтшир (церемониальное графство) - 7. Уилтшир (унитарная единица) - 6. Суиндон (унитарная единица) |

### Статус Сити
В регионе Юго-Западная Англия расположены восемь из 50 административных единиц Англии, имеющих статус «сити»:
- Бат в прошлом являлся центром Епархии Бат и Уэлс (диоцез, Diocese of Bath and Wells)[4]. Статус «сити» после административной реформы 1996 года временно находится в ведении специальной организации Попечители Грамоты Бата, так как район Бат, которому принадлежал статус, был упразднен. В июне 2010 года 783-м Мэром Бата, являющимся председателем организации Попечители Грамоты Бата, стал Шон Макгол[5][6].
- Бристоль впервые стал центром Епархии Бристоль (диоцез, Diocese of Bristol) в 1542 году[7], имеет местное самоуправление и возглавляется мэром c 1216 года. В 1899 году королева Виктория даровала городу право возглавляться Лорд-Мэром[8], которым в настоящее время является Колин Смит[9].
- Глостер является центром Епархии Глостер (диоцез, Diocese of Gloucester) с 1541 года[10], имеет местное самоуправление и избирает мэра с 1483 года, после выпуска королём Англии Ричардом III специальной грамоты[11]. В 2010 году, во второй раз за свою карьеру, Мэром Глостера стал Ян Лаг, родившийся в графстве Кент[12].
- Плимут имеет местное самоуправление и возглавляется Лорд-Мэром с мая 1935 года[13], в настоящее время этот пост занимает Мэри Эспинол, родившаяся в Плимуте[14].
- Солсбери является центром Епархии Солсбери (диоцез, Diocese of Gloucester) с 1078 года[15], имеет местное самоуправление и возглавляется мэром. В 2010 году 750-м Мэром Солсбери стал Брайэн Дальтон, родившийся в 1967 году[16].
- Труро является центром Епархии Труро (диоцез, Diocese of Truro) с 1876 года[17], имеет местное самоуправление и возглавляется мэром. В 2010 году Мэром Труро стал Рональд Кук[18].
- Уэлс является центром Епархии Бат и Уэлс (диоцез, Diocese of Bath and Wells) с 909 года, имеет местное самоуправление и возглавляется мэром. В 2010 году 637-м Мэром Уэлса стал Тони Робинс[19].
- Эксетер является центром Епархии Эксетер (диоцез, Diocese of Exeter) с 1050 года[20], имеет местное самоуправление и возглавляется мэром со времени не позднее 1207 года. В 2002 году должность мэра была переименована Лорд-Мэром Эксетера, которым в 2010 году стал Марсель Шулс[21].

## Спорт
Один из двадцати четырёх профессиональных футбольных клубов, выступающих в сезоне 2011/2012 в Чемпионате Футбольной лиги, базируется в Юго-Западной Англии:
- Бристоль Сити

Три из двадцати четырёх клубов, выступающих в Первой Футбольной лиге:
- Борнмут
- Йовил Таун
- Эксетер Сити

Пять из двадцати четырёх клубов, выступающих во Второй Футбольной лиге Англии:
- Бристоль Роверс
- Плимут Аргайл
- Суиндон Таун
- Торки Юнайтед
- Челтнем Таун

Два из двадцати четырёх профессиональных или полупрофессиональных клубов в Национальной Конференции:
- Бат Сити
- Форест Грин Роверс

| Два из двадцати двух клубов, выступающих в Южной Конференции: - Дорчестер Таун - Солсбери Сити - Труро Сити - Уэстон-сьюпер-Мэр | Один из двадцати двух клубов, выступающих в Северной Конференции: - Глостер Сити |

## Достопримечательности
В регионе Юго-Западная Англия расположены четыре из 28 группы объектов, включенные в Список объектов Всемирного наследия ЮНЕСКО в Великобритании:
- Мегалитические памятники Стоунхендж, Эйвбери и прилегающие археологические объекты
- Город Бат
- Юрское побережье Дорсета и Восточного Девона
- Горнопромышленный ландшафт Корнуолла и Западного Девона
- Лендс-Энд